# Два арабські лицарі
«Два арабські лицарі» (англ. Two Arabian Knights) — американська комедійна мелодрама режисера Льюїса Майлстоуна 1927 року.

## Сюжет
Перша світова війна, Західний фронт, Франція. Рядовий армії США Денджефілд Фелпс III погано ладнає зі своїм безпосереднім командиром — сержантом Пітером О'Гаффні. Під час одного з боїв вони потрапляють в оточення. В таборі для військовополонених, завдяки певній схожості характерів та взаємовиручці, Денджефілд і Пітер стають товаришами. Незабаром їм вдається втекти. Для того, щоб бути не поміченими на снігу, вони крадуть і перевдягаються в білий одяг арабських ув'язнених. Однак товаришів знову затримують і, прийнявши за арабів, відправляють разом з іншими близькосхідними полоненими на тюремному поїзді в Константинополь. Ближче до кінця транспортування американці знову здійснюють втечу і пробираються на вантажне судно, що здійснює рейси по Середземному морю. Під час плавання вони рятують красиву дівчину Мірзу, чий човен терпить корабельну аварію. Виявляється, що вона дочка еміра — губернатора однієї з сусідніх провінцій Туреччини. Він надзвичайно задоволений, що американці бачили його дочку без чадри, і наказує стратити іноземців. Крім того, наречений Мірзи Шевкет Бен Алі також повний ревнощів. Чудесним чином долаючи перешкоди, Денджефілд і Пітер викрадають Мурзу і успішно ховаються від переслідувачів.

## У ролях
- Вільям Бойд — рядовий Денджефілд Фелпс III
- Луї Волгайм — сержант Пітер О'Гаффні
- Мері Астор — Мірза
- Михайло Вавич — емір
- Ян Кейт — Шевкет Бен Алі
- Борис Карлофф — казначей

## Художні особливості
Як і в багатьох комедійних фільмах герої мають чіткий функціональний розподіл за типажами: Денджефілд Фелпс — «мізки», Пітер О'Гаффні — «м'язи».

## Нагороди
Льюїс Майлстоун першим і єдиним в історії кіно отримав премію «Оскар» за режисуру кінокомедії (ця номінація існувала тільки на першій церемонії вручення нагороди).

## Критика
Оглядач газети «The New York Times» відразу після виходу картини дав їй високу оцінку:
«Два арабські лицарі» — це дійсно розумна комедія, в якій автори відступають від звичайної тактики і покладаються на інтелектуальну гру. Два актори, які створюють найцікавіше в цій яскравій роботі, — Вільям Бойд і Луї Волхайм. Ця постановка майстерно зроблена Льюїсом Майлстоуном, впоралася із завданням з тим ступенем здорового глузду, яка тільки можлива.